# Сонячний максимум
Сонячний максимум або максимум сонячної активності — період найбільшої сонячної активності у сонячному циклі. Під час сонячного максимуму спостерігається найбільша кількість сонячних плям на його поверхні (див. малюнок праворуч).
Під час максимуму сонячної активності сонячні плями опускаються на нижчі широти й розташовуються ближче до сонячного екватора. При цьому нерідко силові магнітні лінії від сонячних плям розташованих по обидва боки екватора замикаються між собою. Замикання ліній відбувається лише поміж плямою з північною полярністю та плямою з південною полярністю. Внаслідок великої кількості плям й широтного диференційного обертання (Latitudinal differential rotation) Сонця, в якого приполюсні області обертаються повільніше за екватор, магнітні лінії в області сонячного екватора стають досить заплутаними. 
Сонячний цикл триває в середньому близько 11,2 роки і переходить від одного сонячного максимуму до іншого з необхідними змінами тривалістю від 9 до 14 років для будь-якого даного сонячного циклу. 

## Історичні максимуми
Останній сонячний максимум відбувся в 2000 році. Наступний сонячний максимум очікувався між січнем і травнем 2013 року. 
Ненадійність передбачення сонячних максимумів демонструється в тому, що NASA раніше очікувало сонячний максимум на 2010 - 2011 роки. Ще раніше, 10 березня 2006 року, дослідники NASA оголошували, що наступний сонячний максимум буде найсильнішим з історичного максимуму 1859 року, під час якого було можливо спостерігати північне сяйво, як далеко на південь, так і на північ від екватора.

## Результати досліджень
В 2023 році, індійські дослідники виявили новий зв’язок між магнітним полем Сонця і його сонячним циклом, що дало змогу передбачити, коли настане пік сонячної активності. Очікується, що черговий сонячний максимум настане на початку 2024 року, що раніше, ніж передбачалося дослідниками. Відкриття суперечить останньому прогнозу NASA, який передбачав настання сонячного максимуму до кінця 2025 року.
Вчені також наголосили, що найінтенсивніші сонячні бурі можуть призвести до катастрофічного погіршення орбіти супутників, порушення супутникових послуг, як-от зв’язок і навігаційні мережі, а також спричинити сильні збурення в геомагнітному полі Землі, що може призвести до збоїв в електромережах, особливо у високих широтах. Проте передбачити, коли сонячні шторми вдарять по орбіті й атмосфері Землі, все ще надзвичайно складно і вчені порівнюють це завдання з проблемами прогнозування землетрусів. Однак, «період з 2024 по 2028 рік — це час, коли весь інтернет може бути виведений з ладу на період від декількох тижнів до кількох місяців у разі дійсно екстремального сонячного спалаху», — попередили науковці.